# Mathews Mor Aphrem
Mathews Mor Aphrem (ur. 5 sierpnia 1968 w Arincherumala) – duchowny Malankarskiego Syryjskiego Kościoła Ortodoksyjnego, będącego częścią Syryjskiego Kościoła Ortodoksyjnego, od 2006 biskup pomocniczy Angamali..